# Кильпинен, Маргарет
Маргарет Кильпинен (урожденная Альфтан) (фин. Margaret Kilpinen; 25 мая 1896, Гельсингфорс, Великое княжество Финляндское, Российская империя — 24 августа 1965, Хельсинки, Финляндия) — финская пианистка, музыкальный педагог.
Лауреат высшей государственной награды Финляндии для деятелей искусств Pro Finlandia (1962).

## Биография
Музыкальное образование получила в консерваториях Хельсинки, Вены и Кёльна. С 1922 года преподавала в Хельсинкском музыкальном институте.
В 1927 году занялась концертной деятельностью. Гастролировала по странам Европы.
В 1962 году награждена медалью «Pro Finlandia».
Была замужем за композитором Ирьё Килпиненом. Известна своими интерпретациями его музыкальных произведений.